# Francisco Torres Oliver
Francisco Torres Oliver (Villajoyosa, Alicante, 21 de junio de 1935) es uno de los más importantes traductores literarios españoles. En su faceta de divulgador, se le considera, junto con el estudioso Rafael Llopis, uno de los mayores impulsores del género macabro y de misterio en lengua castellana.
Según el crítico Joaquín Torán, «Torres Oliver es la persona que le puso voz a Howard Phillips Lovecraft, quien le tradujo, y quien le convirtió en el heraldo de las más agobiantes pesadillas cósmicas que machacan a la humanidad. Torres Oliver se siente además a gusto en el cliché gótico que se le ha impuesto como medalla: sus ojos refulgen cuando habla de viejos castillos y de antiguas ruinas».

## Biografía
Estudió Filosofía y Letras, en la rama de Filosofía, en la Universidad Complutense de Madrid.
Está especializado en literatura fantástica anglosajona, considerándosele uno de los principales introductores de la novela gótica en España, labor en la que ha colaborado extensamente con el estudioso Rafael Llopis, con cuya hermana Ana se casó. Respecto al género macabro, afirma que «son los jóvenes quienes sienten mayor curiosidad».
Torres Oliver ha trasladado igualmente al castellano numerosos textos de historia, filosofía y antropología, así como algunas obras francesas.
Ha vertido, entre otros, a los siguientes autores: Charles Dickens, D. H. Lawrence, Daniel Defoe, H. P. Lovecraft, James Hogg, Jane Austen, Lewis Carroll, Thomas Hardy, Thomas Malory, Arthur Machen, M. R. James y Vladímir Nabokov.
Sobre su trabajo de traductor, afirmó en una entrevista: «Lo más frecuente que me suele pasar es que una editorial me proponga un libro y me digan "Tenemos un libro que seguramente te gustará traducir", y eso allana mucho el trabajo, porque han querido traducir literatura fantástica y han querido contar conmigo. Nunca he sido de adaptarme a un género ni de encasillarme. He traducido de todo».
Dentro de la literatura fantástica, valora especialmente las traducciones que llevó a cabo de Drácula de Bram Stoker, que le resultó "fascinante", o de Frankenstein de Mary Shelley, libro que califica como "prodigioso". El autor que más dificultades encontró para traducir fue el poeta y cuentista Walter de la Mare.
En el año 1991 recibió el Premio Nacional de Traducción de Literatura Infantil y Juvenil por el libro Los perros de la Morrigan, de Pat O'Shea (Ed. Siruela). Con posterioridad, en el año 2001, le fue otorgado el Premio Nacional a la Obra de un Traductor de España, como reconocimiento a toda su trayectoria profesional.
En noviembre de 2009, en el marco de la Primera Semana Gótica de Madrid, la Asociación Española de Escritores de Terror (Nocte) decidió por unanimidad otorgarle un «galardón especial, como reconocimiento a toda su carrera». La Asociación Española de Fantasía y Ciencia Ficción le entregó en 2015 el Premio Gabriel a la labor de una vida.
En cuanto al panorama de la traducción en España, Torres Oliver reconoce que la tarea del traductor ha cambiado mucho en los últimos años, sin embargo, «aún está mal remunerada».

### Obra plástica
Torres Oliver se dedica asimismo a las artes plásticas. Se ha hecho cargo, por ejemplo, de las ilustraciones de varias portadas para la editorial Valdemar, de Madrid.
En marzo de 2012, en el marco del Ciclo sobre literatura y cine fantástico y de terror, celebrado en la Escuela "Julián Besteiro", de Madrid, se inauguró una exposición de óleos y acuarelas de Torres Oliver (15 de marzo - 8 de abril). El escritor José Antonio Ugalde escribió en la introducción al catálogo de la misma: 

Los cuadros de esta exposición [...] conforman una galería de retratos con el genuino sello de lo fantástico y de lo terrorífico. Nos hallamos ante una colección de personajes que parecen provenir de otro mundo, rostros alucinados y a menudo hieráticos, incritos en atmósferas y escenarios decididamente intempestivos. Muchas de estas figuras y situaciones nos sugieren un medioevo imaginario y otras nos ubican en ámbitos relacionados con los ritos y los tránsitos de la muerte.